# Goupillières, Calvados

Goupillières este o comună în departamentul Calvados, Franța. În 2015 avea o populație de 178 de locuitori.